# 利特爾弗羅克 (阿肯色州)
利特爾弗羅克（英語：Little Flock）是一個位於美國阿肯色州本頓縣的城市。根據2020年美國人口普查，該地人口為3055人，而該地的面積約為19.45平方千米。

## 地理
利特爾弗羅克的座標為36°23′17″N 94°08′12″W / 36.38806°N 94.13667°W，而該地的平均海拔高度為364米（即1194英尺）。